# معالم القطيف
لَعِبَت القطيف دوراً هاماً في الاتصالات بين الحضارات كمنطقة عبور وانتقال. وقد توالى على المنطقة ككل عدد كبير من الحقب والحضارات والشعوب، أهمهم: الكنعانيون والفينيقيون والجرهائيون وبنو عبد القيس والدولة الإسلامية ثم البرتغاليون فالعثمانيون، وبعدها الحكم السعودي الأول فالعثمانيون مرة أخرى حتى عهد الملك عبد العزيز مؤسس الدولة السعودية الحديثة.

## القلاع والقصور

### قلعة تاروت

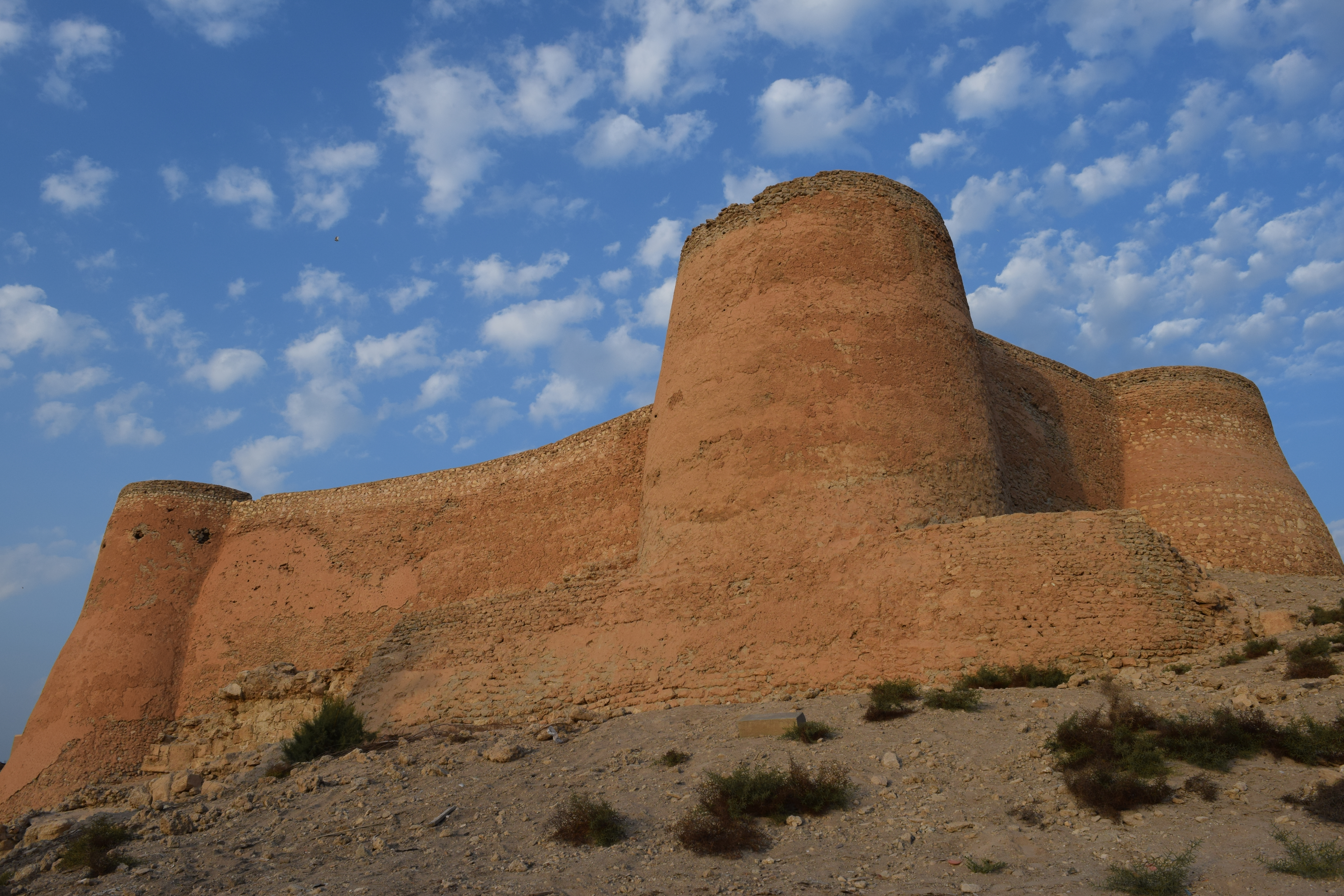
واجهة قلعة تاروت الأمامية، بتاريخ 9 ديسمبر، 2016.

هي قَلْعَةٌ أثَريّةٌ تَقع على قِمّةِ تَلٍّ يَتَوسطُ جَزيرة تَارُوتَ جَنوب غَرْب بَلدَة الدِّيرَة، في شَرق مُحافَظَةِ القَطِيف بالمَمْلَكَةِ العَربيّةِ السُّعُودية. يَرجِعُ تَارِيخُ تَل تَارُوت الَّذِي بُنيت عَليهِ القَلعَة إِلَى خَمْسَةِ آلاَف عَام قَبلَ المِيلاَد بَينَمَا يُعتقدُ أَنَّ القَلْعَة يَرجِعُ تاريخُ بِنَائِهَا إِلَى عَهدِ الدَّولَة العُيُونِيَّة، وَقَد كَانَت القَلعَة إِحدَى النِّقَاط الدِّفاعية البُرتُغَالِيَّة فِي الخَلِيج العَرَبِيِّ إِبّان احتِلاَلِهمِ القَطِيفَ بَعدَ تَرمِيم البُرتُغَالِيّين لَهَا فِي القَرنِ السَّادِسَ عَشَرَ المِيلاَدِي بِتَارِيخ 29 مَارس، 1544م المُوَافِق 1 جُمَادَى الأُولَى، 951هـ. رممت القلعة على هيكل آلهة الفينيقيين عشتاروت أو عشتار وقد اشتق اسم جزيرة تاروت منها، كما تظهر صخور وأُسُس المعبد القديم بكل وضوح تحت القلعة. مخطط القلعة الداخلي شبه بيضاوي غير منتظم الشكل لا تزيد مساحته الإجمالية عن 600 متر مربع، محاطة بسور خارجي عريض مشيد بالطين والجص وحجارة الفروش ومُدعمة بأربعة أبراج بقي منها ثلاثة وانهار واحد منها أثناء إحدى المعارك. يجاور القلعة العديد من المنشآت الأثرية القديمة والحديثة المعاصرة، منها حمام عين تاروت وعين العودة ومقهى قلعة تاروت ومسجد الكاظم ومراكز للحرفيين، ومتقدمةً على منازل حي الديرة كحصن يحمي تلك المنازل أثناء المعارك والحروب. مرت القلعة بالعديد من الحقب الزمنية وتعرضت لأحداث تاريخية مهمة، ومرت في فترة أوشكت فيها على السقوط إلا أنها رُممت في العهد العثماني وكان آخر ترميم لها في العهد السعودي الحديث من قبل وزارة الآثار عام 1984م. تناقل أهالي جزيرة تاروت العديد من الأساطير والخرافات الشائعة حول القلعة؛ وذلك لما كانت فيه من نقطة تجمع لأهالي الجزيرة ومحط أحاديثهم. وُجد في نطاق القلعة العديد من التماثيل والقطع الفخارية التي تعود إلى عصور سابقة لها، منها آثار عصر السلالات وعصر العبيديين وعصر حضارة دلمون. تعاني القلعة من مشاكل حالياً أبرزها تصدّع أبراجها مما يهدد بسقوطها، وجفاف عين العودة التي تقع بداخلها نتيجة سحب النفط المستمر،[بحاجة لمصدر] وكذلك عدم افتتاحها رسمياً للزوار والسياح وإغلاقها أمام أي زيارة. زارت القلعة العديد من البعثات الأجنبية إليها منها البعثة الدنماركية والباحث جيفري بيبي، ولا زالت حتى الآن محطة لتوافد السياح.

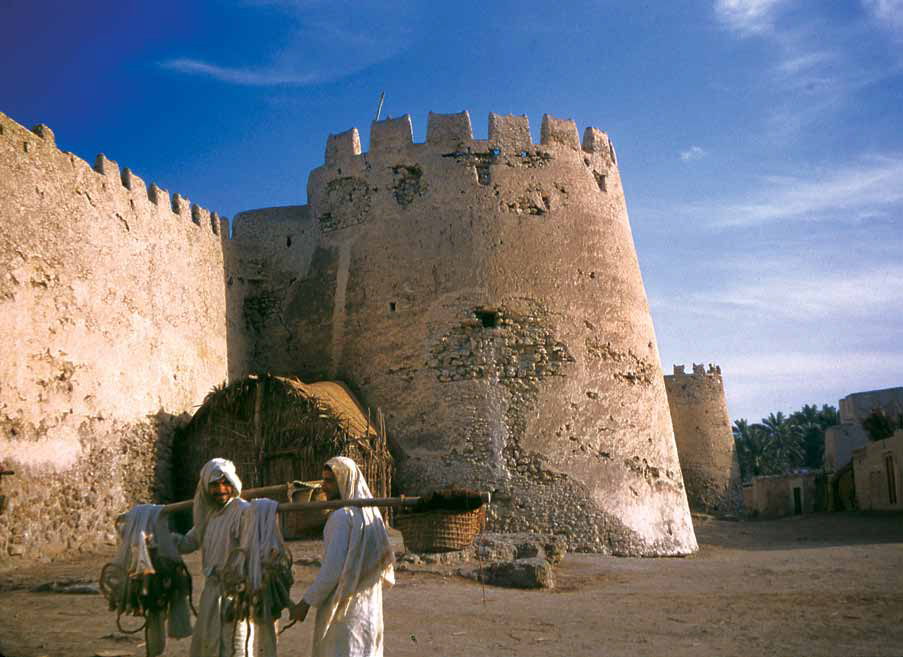
منظر لأحد الشوارع بجوار قلعة القطيف في أربعينيات القرن العشرين.

### قلعة القطيف
هي قلعة أثريّة تقع على مُرتفع من الأرض في قلب مدينة القطيف، شرق المملكة العربية السعودية. يرجع تاريخ بناء قلعة القطيف إلى القرن الثالث الميلادي على يد الساسانيين، واتّخذها العُثمانيون من بعدهم قاعدةً عسكرية ونقطةً دفاعيّة في الخليج العربي بعد ترميمهم لها في القرن السابع عشر الميلادي سنة 1630م/1039هـ، وأصبحت بعدها مستودعاً للبضائع وفي وقت لاحق مقرّاً للسكن. كان بداخل القلعة أحد عشر مسجداً إضافةً إلى قصر البلاط الملكي وقصور الضيافة وحظائر المواشي جميعها مُحاطة بسور منيع. هُدمت قلعة القطيف في ثمانينات القرن العشرين، حيث انتزعت ملكية القلعة من الأهالي وأزيلت المنازل والمباني من الأحياء بالتدريج في الثمانينيات إلى أن أُزيلت تماماً وتحوّلت إلى ميدان ومواقف سيّارات، لم يَتبقّ من القلعة سوى 18 منزلاً متهالكاً.
قلعة القطيف قلعة بيضاوية الشّكل ذات سور حجري منيع تُحيط منطقة سكنية مكتظة بالمنازل والمباني قدّر جون لوريمر أطول جهاتها بحوالي 365 متراً من الجهتين الشرقية والغربية و275 متراً من الجهتين الشمالية والجنوبية، كما قَدّر عدد سكانها بـ5,000 نسمة وأسواقها بحوالي 300 محلّاً تجاريّاً. كما كان يُحيط قلعة القطيف خندق عميق والبساتين والمزارع، وكانت مُتّصلة بواحة القطيف.

### قصر محمد الفيحاني
قصر محمد بن عبد الوهاب الفيحاني أو قصر الفيحاني هو قصر أثري تجاوره قلعة تُعرف بقلعة دارين يقع في قرية دارين بجزيرة تاروت في محافظة القطيف شرق السعودية. رُمِّمت القلعة من قبل محمد بن عبد الوهاب الفيحاني ما بين عامي 1884م و1885م فصارت تُعرَف باسمه.

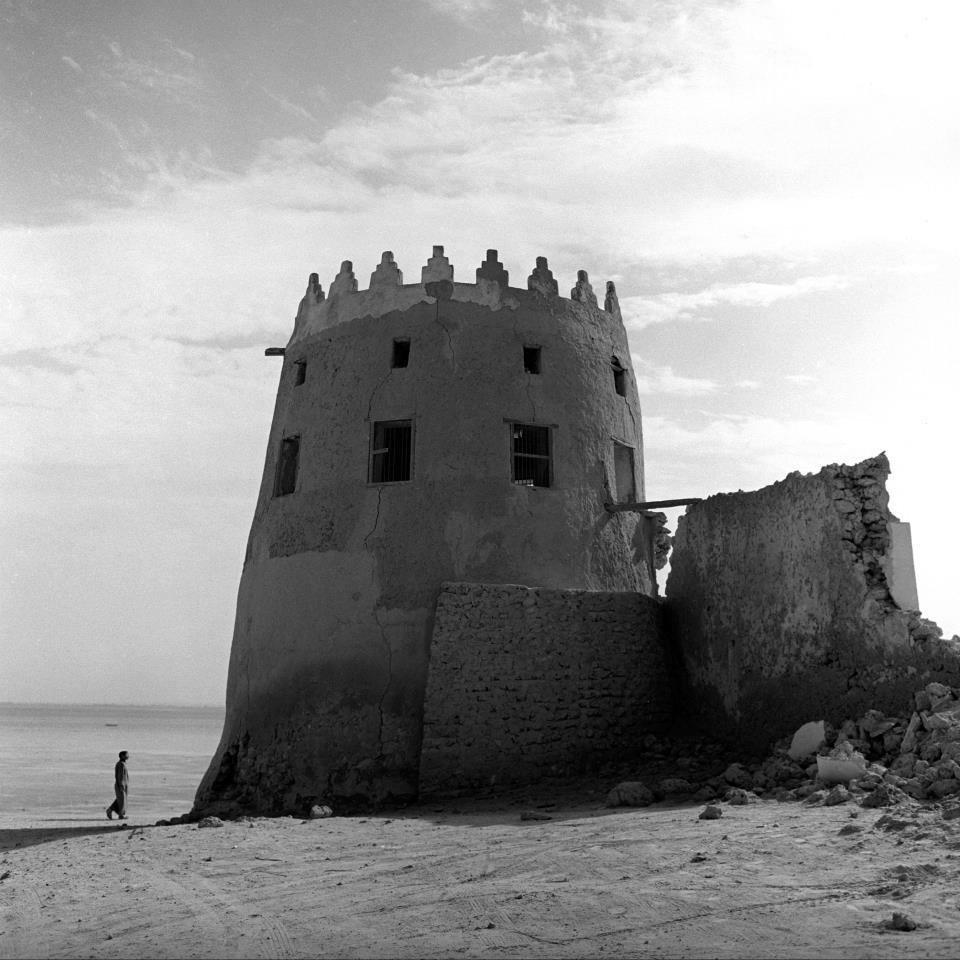
برج قلعة دارين المجاورة لقصر محمد بن عبد الوهاب الفيحاني في 1975م أثناء انحسار ماء البحر.

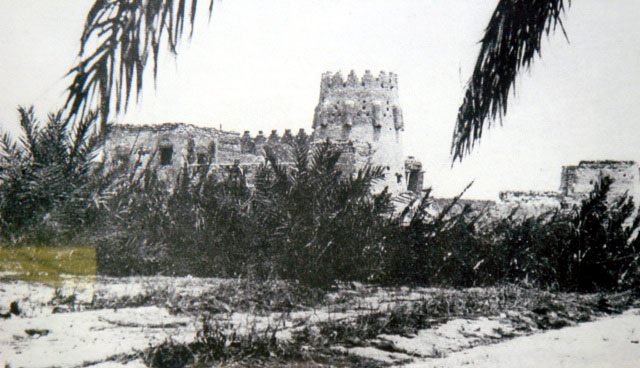
واجهة قلعة عنك أو قلعة الخيالة عام 1935م.

صورة لقلعة صفوى عام 1940م، التقطها أحد موظّفي أرامكو.

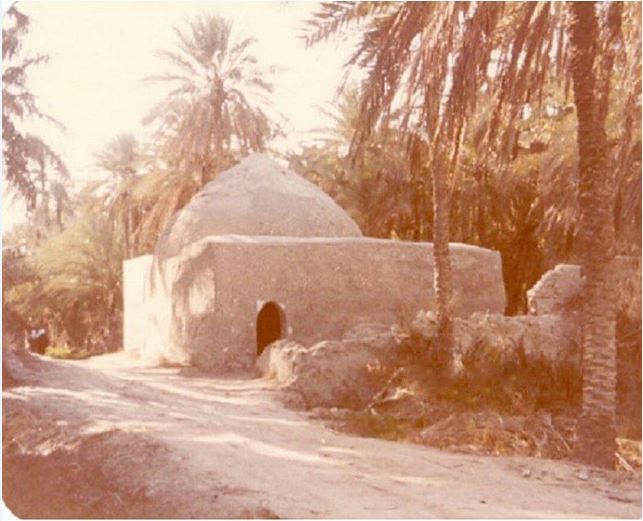
منظر لحمام أبي لوزة، وتظهر من حوله نخيل المزارع. تاريخ الصورة غير معروف

القصر بملحقاته قائمٌ على منتصف قوس ساحل جنوب دارين، ويضّم مرافقَ وملحقاتٍ عدّة تتضمنُ: مجموعةَ غُرَفٍ، مخازنَ، مجالسَ وفناءً خلفيًّا؛ جدرانُه تحتوي على مجموعةِ من الأقواس المصممة على الطراز الإسلامي العباسي. وتبلغ مساحته الإجمالية مع ملحقاته نحو 8,000 مترًا مربّعًا.
يتوسّطُ القصرُ بملحقاتِه قريةَ دارين على مرتفعٍ كبيرٍ قربَ سطح البحر، ويقع بين الحوطة والحي الشرقي. يحدُّ القصر بملحقاته من الجنوب مسجد صغير بمرتفع صخري ينخفض تدريجيًّا حتّى يتّصل بالبحر مباشرة حيث ميناء دارين، ومن الشرق مجموعة منازل سكنيّة ثم جامع دارين الكبير، ومن الشمال ساحة مفتوحة وغربه منزل مهجور. يُمثّل التّل الواقعة عليه القلعة طبقات رسوبية مُتراكمة، تشكل كل واحدة منها حقبة زمنية مختلفة.ّ

أخذت قلعة دارين قيمة تاريخية كبيرة خلال قيام الدّولة السعودية الأولى والثّانية وكذلك في عهد الدولة العثمانية إلا أنّها تحوّلت بملحقات القصر لأنقاض وأكوام حجارة نتيجة تهاوي الجدران وتساقطها على بعضها، ولم يبقَ منها سوى أساساتها.

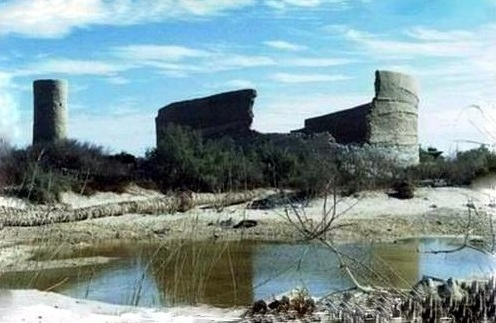
سور عين الكعيبة التي احتضنت الحجر الأسود.

### قلعة عنك
قلعة عنك أو قلعة الخيالة أو قصر الميالة هي قلعة أثرية تقع بمدينة عنك، في محافظة القطيف، شرق المملكة العربية السعودية. يُعتقد أن البرتغالييون بنوها كمنطلق للخيالة. اكتشف في القلعة وجود قبر بها، تبين انه لأميرة جاوان دفنت فيه بكامل حليها. تعود تسمية قلعة عنك بالخيّالة لكونها قد بُنيت مُنطلقاً للخيّالة، ومع تداول الاسم حُرّف إلى قلعة الميّالة.

### قلعة صفوى
قلعة صفوى أو كوت صفوى هي قلعة أثرية تقع بمدينة صفوى، في محافظة القطيف، شرق المملكة العربية السعودية. يُعتقد أن البرتغاليّون هم من بنوها في القرن السادس عشر الميلادي، كان يعد البحارّة قلعة صفوى جزءاً من العلامات الأرضية لتحديد المواقع المتاخمة ومن أهمّها.

### قصر الوزارة
قصر الوزارة أو بيت الوزارة هو قصر أثري يقع في بلدة سنابس، بمحافظة القطيف، شرق المملكة العربية السعودية. كان يلتحق بالقصر ويُجاوره عدد من المزارع والبساتين والعيون المائيّة إضافةً إلى المزرعة التّابعة له والمُسمّاة باسم مزرعة الوزارة. تهدّم القصر واندثر نتيجة الأهمال، وحلّ محله مخطط سكني.

## الحمامات والعيون

### حمام أبو لوزة
حمامُ أَبُو لوزَة (الصحيح نحويّاً: حمامُ أبي لوزة) هو حمَّامٌ أثري ذو مياه كبريتية معدنية، يقع في قرية البحاري بمحافظة القطيف شرق المملكة العربية السعودية. أُقيم الحمام بالقرب من عين أبي لوزة التي كان يُستشفى بمياهها لعلاج الأمراض الجلدية وآلام المفاصل. غالباً من كان يرتاد الحمّام هم الطواويش وأهالي قلعة القطيف والّذين كان أغلبهم تُجّار وذوي مكانة في المنطقة.
يقع حمام أبي لوزة في الوقت الحالي تحت مسؤولية الهيئة العامة للسياحة والتراث الوطني التي أحاطته بسياج سلكي، وأقفلته، وأوكلت مهمة الإشراف عليه إلى متطوّع من أهالي المنطقة تكفـّل بالعناية به؛ وبالرغم من ذلك فإنه يُواجه خطر التّصدعات والتشققات، وتراكم الأنقاض عليه، ونضوب عين ماؤه، وإقفاله في أوجه الزائرين والسّياح. لم تنضب عين أبي لوزة إلا في الثمانينيات، وهذا يعني تأخرها في النضوب عن سائر العيون التي نضبت في المحافظة. وقبل ذلك كان منسوب المياه في عين الحمام يصل إلى 3 أمتار.

### حمام تاروت
حمام تاروت أو حمام عين تاروت أو حمام المسجد أو حمام السوق أو حمام الباشا هو حمام كبريتي يتفرع من عين العودة. بُني في العهد البرتغالي واستخدمه باشوات عثمانيون بعد ترميمه. كان الحمام يمتد على السوق التجاري ولكن تم ردمه عام 1991م، وتحويله إلى حمامات حديثة للسباحة. كان يحتوي على أسماك صغيرة فيه قيل أنها تساعد على شفاء الندوب والقروح في أجسام البحارة الذين يأتون إليه لهذا الغرض، حتى أطلقوا على الأسماك الصغيرة اسم أطباء تحت الماء، بحسب اعتقادات السكان المحليين. تصل المياه حمام عين تاروت من عين العودة مباشرة حيث أنه بجوار قلعة تاروت وعين العودة.

### عين الكعيبة

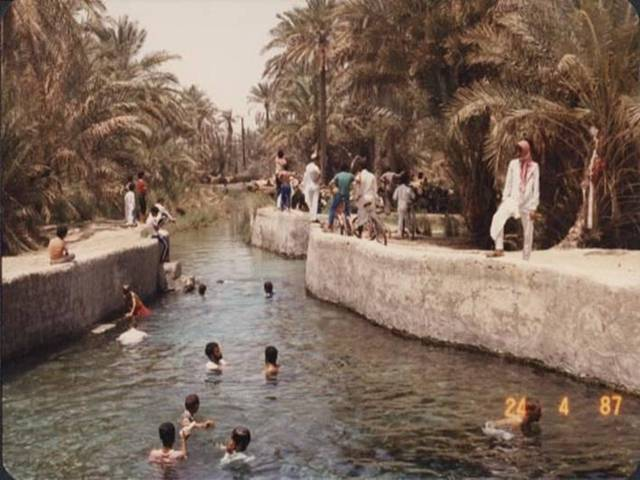
عين طيبة كانت مضرب المثل في مياهها وقوة دفقها. وهي من أكبر العيون في محافظة القطيف مساحة وتدفقاً للمياه، حيث يصل طول فوّهة العين إلى 20 متراً. كانت من أواخر العيون التي نضبت في القطيف.

عين الكعيبة هي عين مائية مُسوَّرة احتضنت الحجر الأسود بعد أن أحضره أبو طاهر الجنابي من المسجد الحرام. تقع العين شرق السعودية في محافظة القطيف، شمال شرق بلدة الجش. العين ارتوازية عُرفت لسقيها البساتين حولها والبساتين الواقعة شمال غرب مدينة سيهات، إلا أنها جفت. انتشرت العديد من الفخاريات حول العين وداخلها. تعود طريقة تشذيب حجارة البناء المستخدمة في بناء الجدار السفلي للعين إلى فترة قبيل الإسلام والفترة الإسلامية. في عام 2012م انجرفت العين بفعل جرَّافة لإحد المقاولين بعد أن تهاوى جزء كبير من جدرانها.

### عين طيبة
عين طيبة أو عين الطيبة هي ينبوع مائي ببلدة العوّامية، في محافظة القطيف، شرق المملكة العربية السعودية. يعود تاريخ العين لآلاف السنين، وقد كانت مضرب المثل في مياهها وقوة دفقها. تعتبر عين الطيبة من أكبر العيون في محافظة القطيف مساحة وتدفقاً للمياه، حيث يصل طول فوّهة العين إلى 20 متراً وهي من أواخر العيون التي نضب ماؤها، فيما لا تزال تحافظ على شكلها الطبيعي الذي صمد حتى بعد نضوب الماء؛ حيث يشكل تنور العين تجويفاً عميقاً يفوق 10 أمتار.

### عين العودة

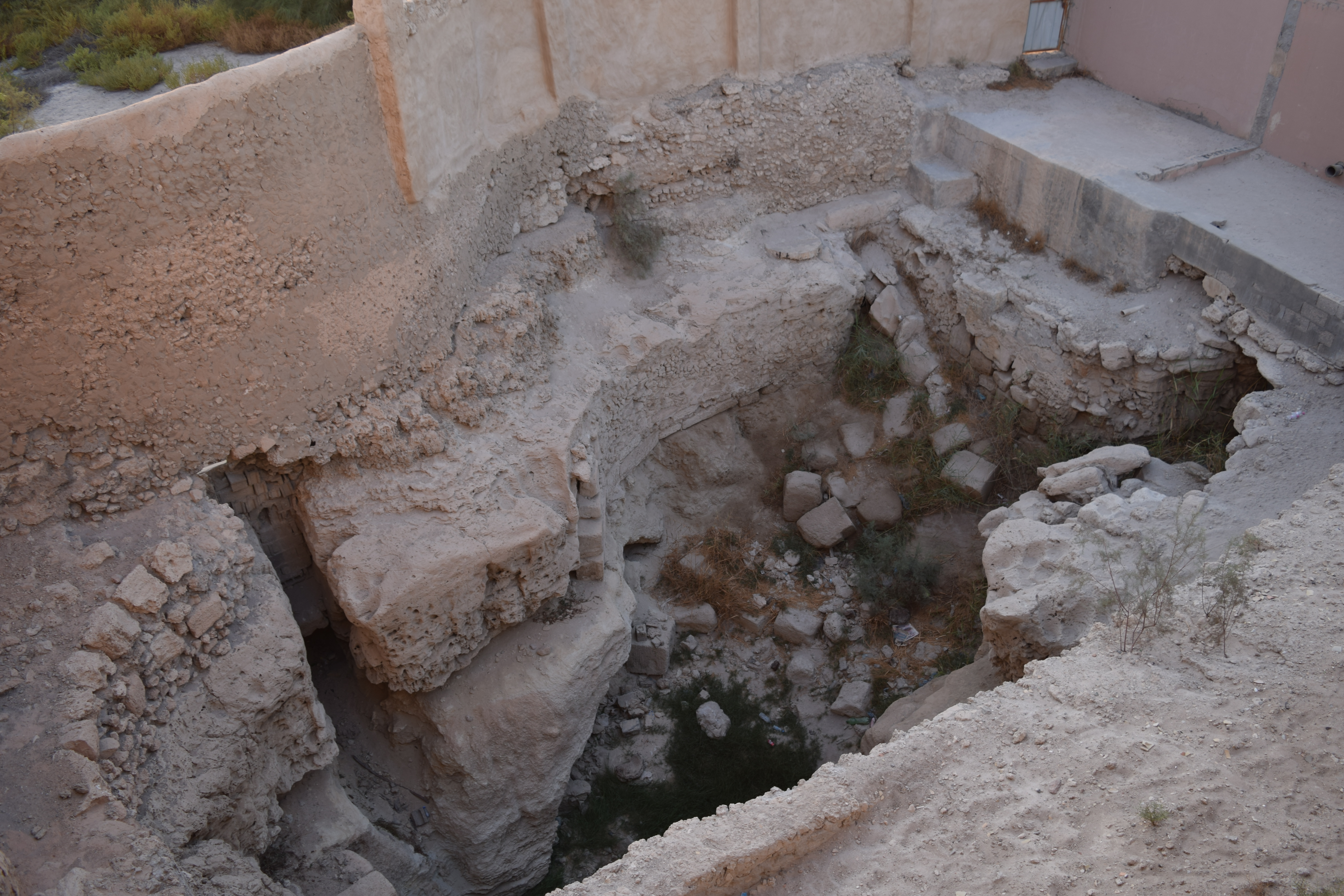
صورة علوية لعين العودة كما تظهر من قمة تل قلعة تاروت.

عين العودة أو العين العودة أو عين الحمام أو عين الحلقوم أو عين تاروت أو عين القلعة هي عين كبريتية يعود تاريخها إلى ما قبل 4 آلاف عام تقع في قلب جزيرة تاروت، بالمنطقة الشرقية للمملكة العربية السعودية. كانت العين تسقي جزيرة تاروت بأكملها. وكانت تحتوي على مياه معدنية يقصدها المرضى للاستشفاء حسب مزاعمهم. وكان يخرج من العين ماء حار وبخار شتاءً وماء بارد فاتر صيفاً، وهي تعد من العيون الطبيعية الجوفية الكبيرة والعميقة. أما حالياً فقد نضبت العين ولا يوجد بها ماء رغم محاولات لإعادة إحيائها.

المنظر من خارج السور لعين الصدرية قبل هدمها، تعود الصورة لعام 2008م.

### عين الصدرية
عين  الصدرية هي أحد عيون واحة القطيف شرق السعودية، كان يضرب بها المثل في حرارة مياهها وقوة اندفاعها فعلى الرغم من وجودها جنوب غرب العوامية منطقة النخيل بسيحة القديح الا إنها تسقي عشرات البساتين التي تبعد بضع كيلومترات من موقعها، كانت من أشهر العيون وأقواهم لسقي النخيل والبساتين حيث كانت تسقي عشرات البساتين. ولكن في وقتنا الحالي فهي خالية من الماء وهو حالها وحال أكثر العيون الجوفية المشهورة في واحة القطيف فبعضها اندثرت وبعضها جفت من الماء تماماً والقليل منها لازالت تسقي البساتين. تتميز عين الصدرية بسورها المرتفع، إضافة لوضوح تشكيلها الداخلي الذي لم يتغير كثيراً رغم تهدُّم جزء كبير من سورها وتعرضها لزحف الرمال، فالطبقات المكونة للعين والفتحات التي كانت المياه تمر من خلالها لتسقي مساحات كبيرة من مزارع المنطقة، إضافة إلى امتداد القاع المعروف بالتنور وكان الماء يتدفق بغزارة.

## المساجد

### مسجد الخضر

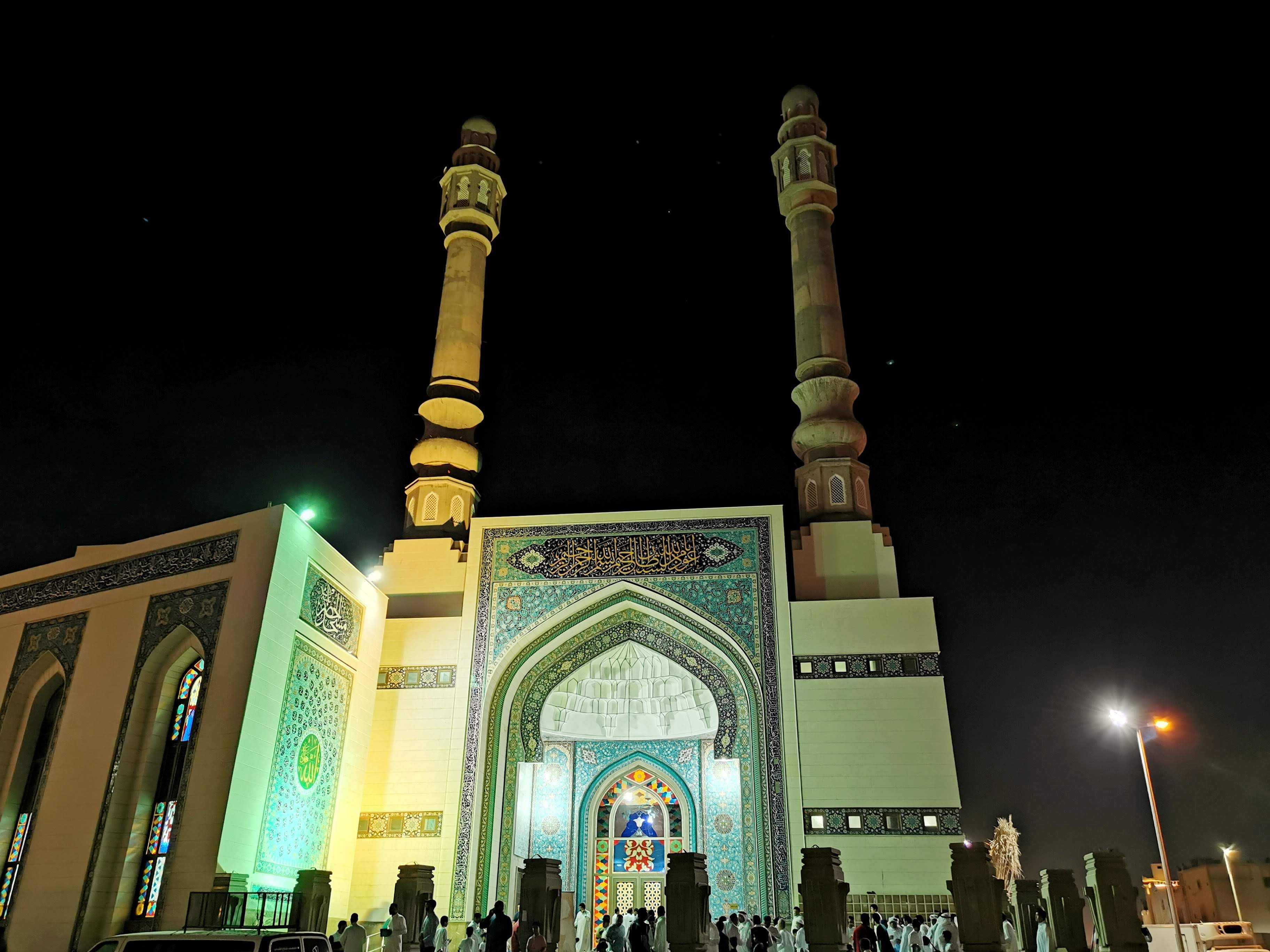
واجهة مسجد الخضر، أحد أقدم وأبرز المساجد في المملكة بعد تجديده وترميمه.

مسجد الخضر هو مسجد يقع في الجنوب الشرقي لجزيرة تاروت، بمحافظة القطيف. وقد بُني فوق تل جبلي يعتقد بأنه موقع وطأة قدم الرجل الصالح الخضر، وليس للخضر أي دور في إنشائه أو تشييده، وإنما بناه الناس وأسموه بالخضر تيمناً، ولكن يعتقد بعض الباحثين أن نسبة تسمية الخضر تعود إلى إن المفردة ذات صلة بدلالة تعني القِدم، فيقال مثلاً من أيام الخضر إشارة إلى قِدم الشيء، ولهذا يمكن اعتبار معنى تسمية المسجد هي المسجد القديم.
يعود تاريخ المبنى لعصر ما قبل الإسلام فكان منسكاً أو كنسية للمسيحيين النسطوريين قبل أن يتحول لمسجد بعد دخول الإسلام في القطيف. لا يعرف على وجه التحديد تاريخ تأسيسه أو متى تحول لمسجد.
شهد المسجد توسعتان مسجلتان كانت أولاها في عام 1952م، والأخرى في نوفمبر 2005م بجهد من أهالي المنطقة ليكون مركزاً إسلامياً، وتجاوزت تكلفة التجديد 10 ملايين ريال سعودي (حوالي 2.67 مليون دولار أمريكي) جُلها تبرعات من الأهالي. وابتدأت أعمال البناء في 6 آب/أغسطس 2007م، وافُتتح رسمياً في 19 آب/أغسطس 2019م بالرغم من عدم الانتهاء الكامل من عمليات البناء التي امتدت حوالي 13 عاماً ونَيف.

## المناطق الأثرية

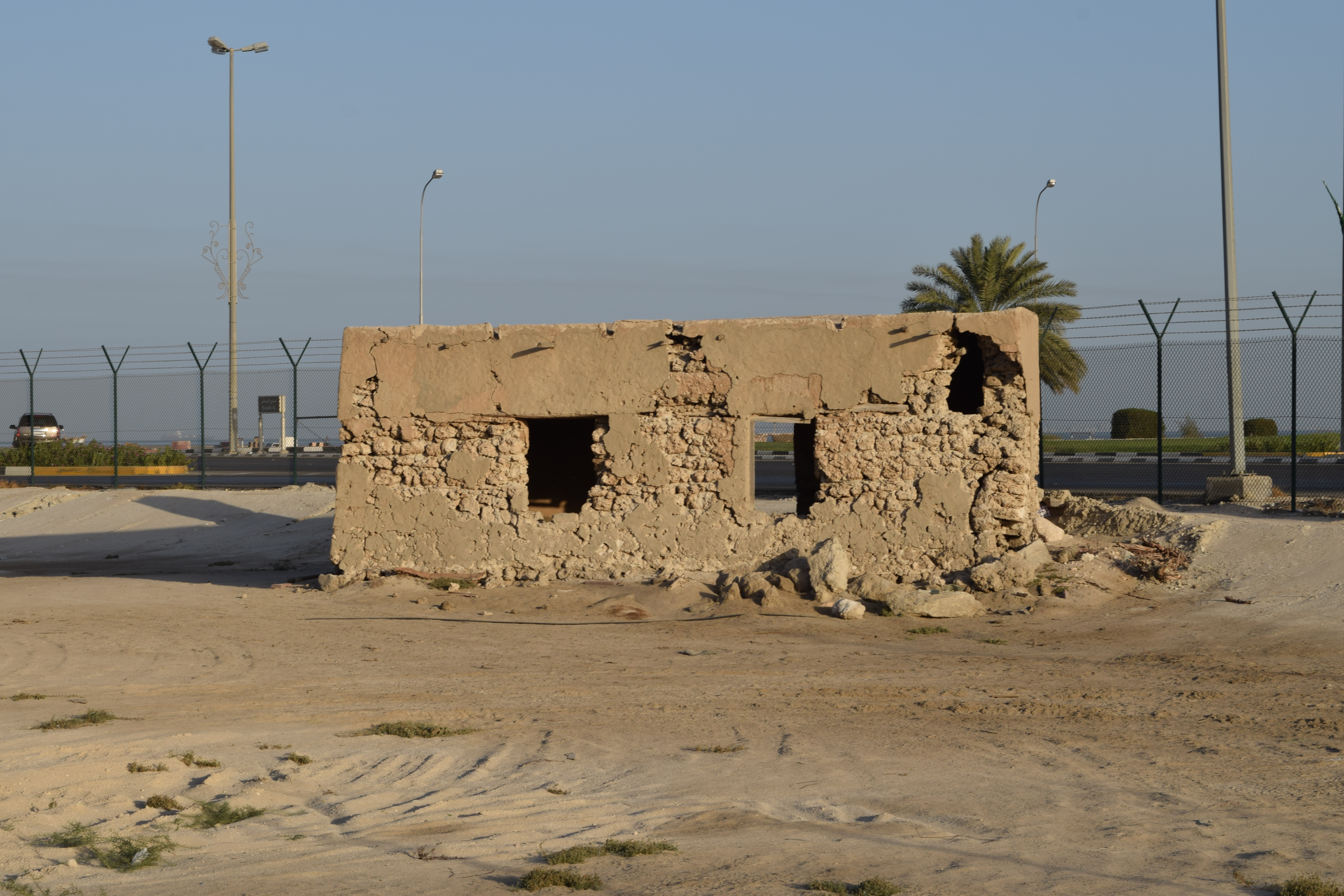
المبنى الوحيد المتبقي من مطار دارين.

### مطار دارين

صورة جوية لمدفن جاوان ملتقطة من طائرة هليكوبتر بواسطة السرجنت W. Seto، سلاح الجو الأمريكي.

الهيئة العامة لمطار الرفيعة بدارين أو مطار دارين أو مطار الرفيعة ويسمى بحسب الوثائق البريطانية قوة الطيران الحجازية النجدية بدارين ومحطّة دارين الجوّية، هو مطار أثري يقع في دارين جنوب غرب جزيرة تاروت التابعة لمحافظة القطيف شرق المملكة العربية السعودية. لا يوجد تاريخ دقيق لزمن بناء المطار تحديداً، ولكن يُرجّح بأن المطار قد أُنشِئ في عام 1329هـ/1911-1912م خلال الحرب العالمية الأولى. مطار دارين مطار عسكري ويعتبر أقدم وأول مطار في تاريخ السعودية، وأول مطار في الخليج العربي من بعد مطار المنامة بالبحرين وكانت تهبط طائرة أسبوعياً في مطار دارين آتيةً من مطار القضيبية الواقع في المنامة. توقف عن العمل عام 1932م وهجر عام 1939م ولم يتبقَ منه سوى غرفة مستودع الوقود وهي مُنعزلة عن المبنى والمدرج الذي كان يبعد مسافة 600 متر من ساحل البحر. تُرِكت الحجرة الأخيرة دون عناية من خلف سياج ولوحة تعريفية، دعا تهددها بالانهيار المؤرخين والباحثين التاريخيين إلى مطالب بترميمها وفتحها للزوار.

### مدفن جاوان
مدفن جاوان هو مدفن أثري يعود لفترة القرن الميلادي الثاني، اكتشفته شركة أرامكو عام 1952م في محجر جاوان في المنطقة الشرقية من المملكة العربية السعودية. المدفن عبارة عن غرفة ضريح كبيرة يتكون من غرفة مركزية مستطيلة يُدخَلْ إليها عبر ممر طويل يأتي من جهة الغرب، ومن وسط الغرفة تتفرع خمسة تجويفات، واحد للشرق واثنان للشمال واثنان للجنوب، التجويفان الشماليان والجنوبيان يحوي كل واحد منهما على حفرة دفن واحدة، بينما التجويف الشرقي يحتوي على حفرتين للدفن واحدة وراء الأخرى. خارج المدفن يوجد أربعة مدافن إضافية هي عبارة عن صناديق مستطيلة بنيت ملاصقة لجدران الغرفة المركزية، مدفن من الجهة الشمالية الشرقية وثانٍ من الجهة الجنوبية الشرقية وثالث من الجهة الجنوبية ورابع من الجهة الجنوبية الغربية.
شيد المبنى بالكامل من الأحجار الجيرية المحلية، من الخارج تتكون جدرانه من ركام من الحجارة الجيرية الممسوحة بالجص والتي تحتضن من الداخل جدرانًا مبنية من كتل من الأحجار الجيرية المستطيلة الشكل والمقصوصة قصا جيداً، وقد رصت هذه الأحجار مع بعضها البعض باستخدام القليل من الملاط.

### سوق السكة

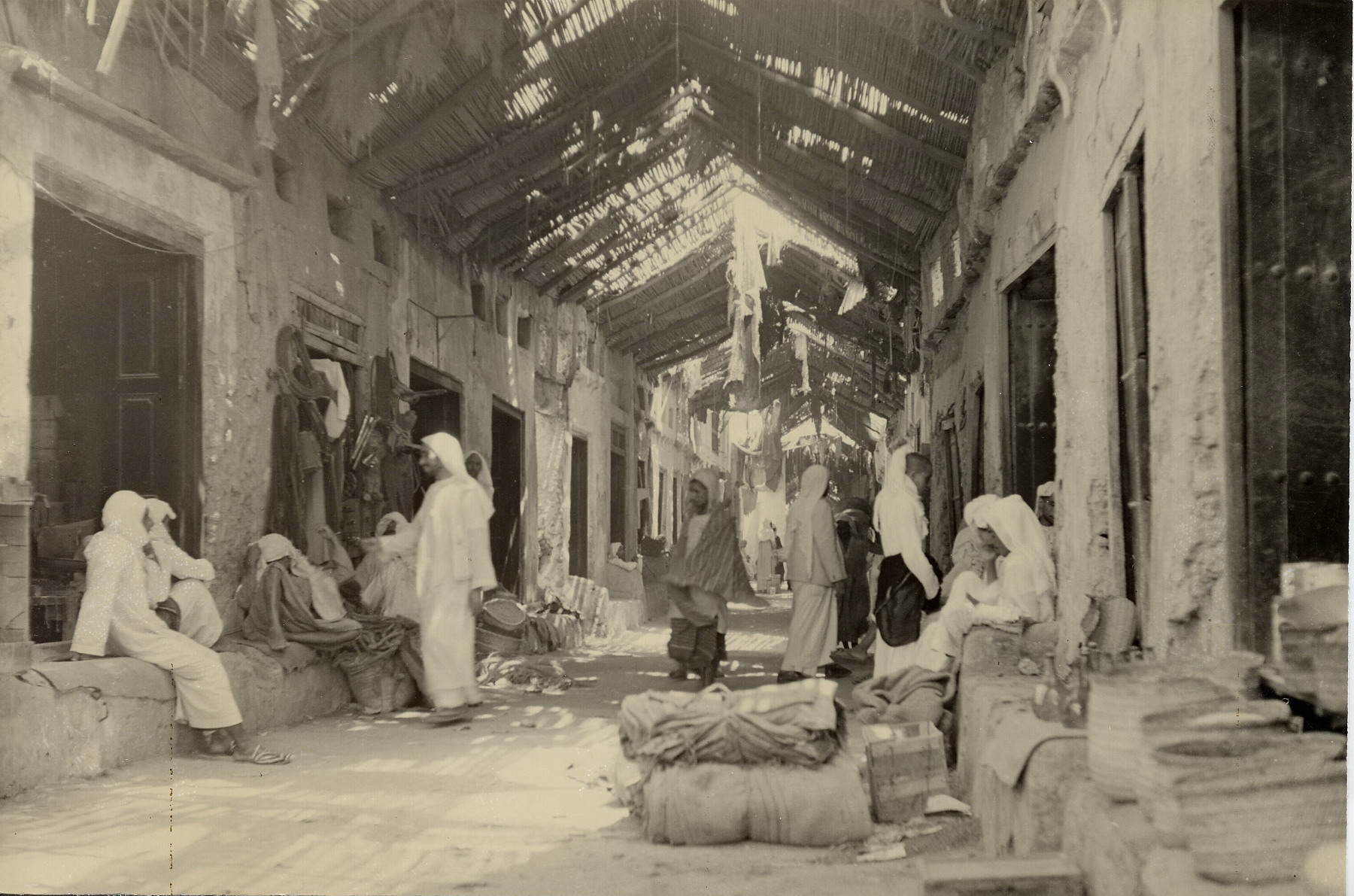
صورة مدخل السكة أو القيصرية الشمالي المقابل لبوابة القلعة الجنوبية الغربية.

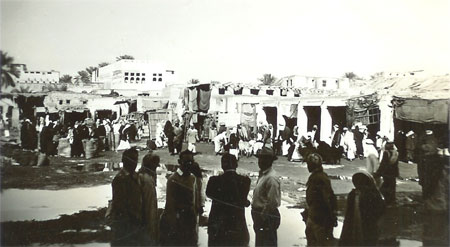
ساحة سوق الخميس بالقطيف قديماً، الصورة من أرامكو وتعود لعام 1949م.

سوق السكة أو سوق الصكة ويُسمَّى قديماً سوق القيصرية هو أحد الأسواق الشعبية الأثرية في القطيف، شرق المملكة العربية السعودية. يمتد السوق من شمال القطيف إلى الجنوب. ويُعرَف الشارع الذي يقع فيه حالياً بطريق الملك عبد العزيز. وهو أحد أبرز الطرق في محافظة القطيف. تضمن السوق عدة محال وأسواق شعبية، أغلبها اندثر وزال مع زواله ومع إنشاء طريق الملك عبد العزيز. إلا أنه لا زالت بعض المحال موجودة. ومن ضمنها محل قهوة الغراب الذي اكتسب شهرةً كونه أحد الآثار والمزارات الشعبية الهامة في المنطقة. كان سوق السكة سابقاً مُتصلاً مع قلعة القطيف ومنازلها التي حولها، وعدة مناطق تراثية هامة آنذاك.

### سوق الخميس
سوق الخميس هو سوق شعبي قديم يقام أسبوعياً من طلوع الفجر حتى صلاة الظهر من كل يوم سبت على مدار العام، ويقع في غرب مدينة القطيف في محافظة القطيف بالمنطقة المركزية على شارع الملك فيصل، وهو من أحد أبرز وأقدم الأسواق والمعالم في المنطقة الشرقية. وفيه يجتمع عدد كبير من البائعين الوافدين من مختلف قرى القطيف وخارجها من أوقات الفجر ويقيمون فيه البسطات والمظلات لبيع منتجاتهم. ويتردد عليه أكثر من عشرة آلاف بائع ومشري، من مختلف سكان مدن ومحافظات المنطقة الشرقية كالدمام والظهران والخبر ورأس تنورة، وأيضاً من مواطني دول الخليج، وخصوصاً مواطني مملكة البحرين خاصة بعد افتتاح جسر الملك فهد، ويستهويه الكثيرين لتنوع المنتجات الذي يشهده ولأسعاره المقبولة.

### الديرة

صورة جوية لحي الديرة، بجزيرة تاروت. تظهر قلعة تاروت متوسطة الحي، وتحيطه غابات النخيل.

حَيّ الدِّيرَة هو أحد أحياء قرية تاروت الأثرية، ويقع بمنتصف جزيرة تاروت في محافظة القطيف، شرق المملكة العربية السعودية. يعود تاريخ حي الديرة إلى 3 آلاف سنة قبل الميلاد إذ يعد من أولى المناطق التي شهدت التجمعات السكانية في الخليج العربي، وهو ضمن المناطق المحاطة بالأسوار بشكل مشابه لـقلعة القطيف، حيث يحيط الحي سور كبير لحمايته وبه بوابتان: شمالية، وجنوبية. ظلّ حي الديرة موطناً للأثرياء والتجار إلى أن جاءت الثروة النفطية وبدأت التوسعات العمرانية، إذ إن غالبية البيوت الموجودة في الحي بيوت مدنية سكنية تتكون من طابقين وهي لأسر ثرية تعمل في مجال التجارة والغوص، بالإضافة لكونها مركزاً تجارياً هامَاً لجزيرة تاروت، حيث كانت ترسو السفن المحملة بالبضائع القادمة من أفريقيا وزنجبار والهند قبالة المرفأ.

## منازل

### بيت الحجاج
يقع في حي الديرة بجزيرة تاروت، ومن خلاله تستطيع رؤية كامل محيط الجزيرة حيث أنه أعلى منازل تاروت ارتفاعاً.

### بيت الجشي
بيت الجشي أو بيت آل الجشي هو واحد من آثار قلعة القطيف المُتبقّيّة وأشهرها. هو منزل يتجاوز عمره 400 سنة ومُكوّن من خمسة طوابق كانت تسكن فيه عدّة عوائل، كلّ عائلة لها شق من المنزل، حيث تجتمع الشقق في فناء واسع مفتوح مُتمركز وسط البيت. استمّر السكن في بيت الجشي حتى بدايات القرن الواحد والعشرين.

## المرافئ والأبراج البحرية

### ميناء دارين
ميناء دارين ويسمى أيضاً ميناء المسك والعنبر هو ميناء بحري أثري يقع في مياه الخليج العربي على ساحل دارين في محافظة القطيف شرق المملكة العربية السعودية. يعود تاريخ وجود الميناء إلى ما قبل العصر الإغريقي، ويُعدّ مرفأ دارين أحد أهم المنافذ الاقتصادية لنقل البضائع والتوابل من الهند سابقاً، ومحطاً للسفن والقوارب الأخرى الحاملة البضائع إلى الخليج. كما أنه كان يعج بالنشاطات الاقتصادية الأهلية كممارسة الغوص واستخراج اللؤلؤ. وكانت بضائع الخضار والمنسوجات الحريرية تصل لمرفأ دارين قادمة من الصين، ومن ثم يتم تصديرها إلى جميع أنحاء البلاد العربية.

### برج أبو الليف
برج أبو الليف أو قلعة أبو الليف أو بُري أبو الليف هو برج بحري عسكري يقع في خليج تاروت جنوب الخليج العربي. بناه البرتغاليون في القرن السادس عشر الميلادي.

### بندر سيهات
بندر سيهات أو ميناء سيهات أو البرج البحري هو مرفأ تاريخي يُجاوره برج مُحصّن في مدينة سيهات بمحافظة القطيف، شرق المملكة العربية السعودية. هُدم المرفأ واندثر ولم يعد له وُجود.

### جزيرة سوق السمك
سوق السمك المركزي أو جزيرة سوق السمك هي جزيرة اصطناعية تقدر مساحتها بـ0.12 كيلومتر مربع تقع في خليج جزيرة تاروت بـمحافظة القطيف، المملكة العربية السعودية. أُنشئت الجزيرة بغرض جعلها سوق مركزي للأسماك تحتوي على 26 مبسطاً و86 محلاً، وتم تخصيصها بعيداً عن الأحياء السكنية وقريباً من ميناء صيد الأسماك لتسهيل عملية جلب الأسماك إليه. تم طرح المشروع لأول مرة عام 2009م، وتم إنجاز 85% منه بحلول يناير 2016م.
يُتوقع أن يجذب السوق تداولات وبكميات كبيرة من الأسماك تصل لمئات الأطنان الذي سيجعل التردد إليه من جميع المناطق المجاورة ومن دول الخليج أيضاً، ويتوقع أن يُنعش حركة البيع والشراء للسمك ويوفر وظائف عديدة، كما أن التداولات ستكون بقيمة تجارية واقتصادية كبيرة للأسماك، ليكون بذلك نافذة اقتصادية كبيرة، ومعلما بارزا للمنطقة.

## الشواطئ والسواحل

### كورنيش القطيف

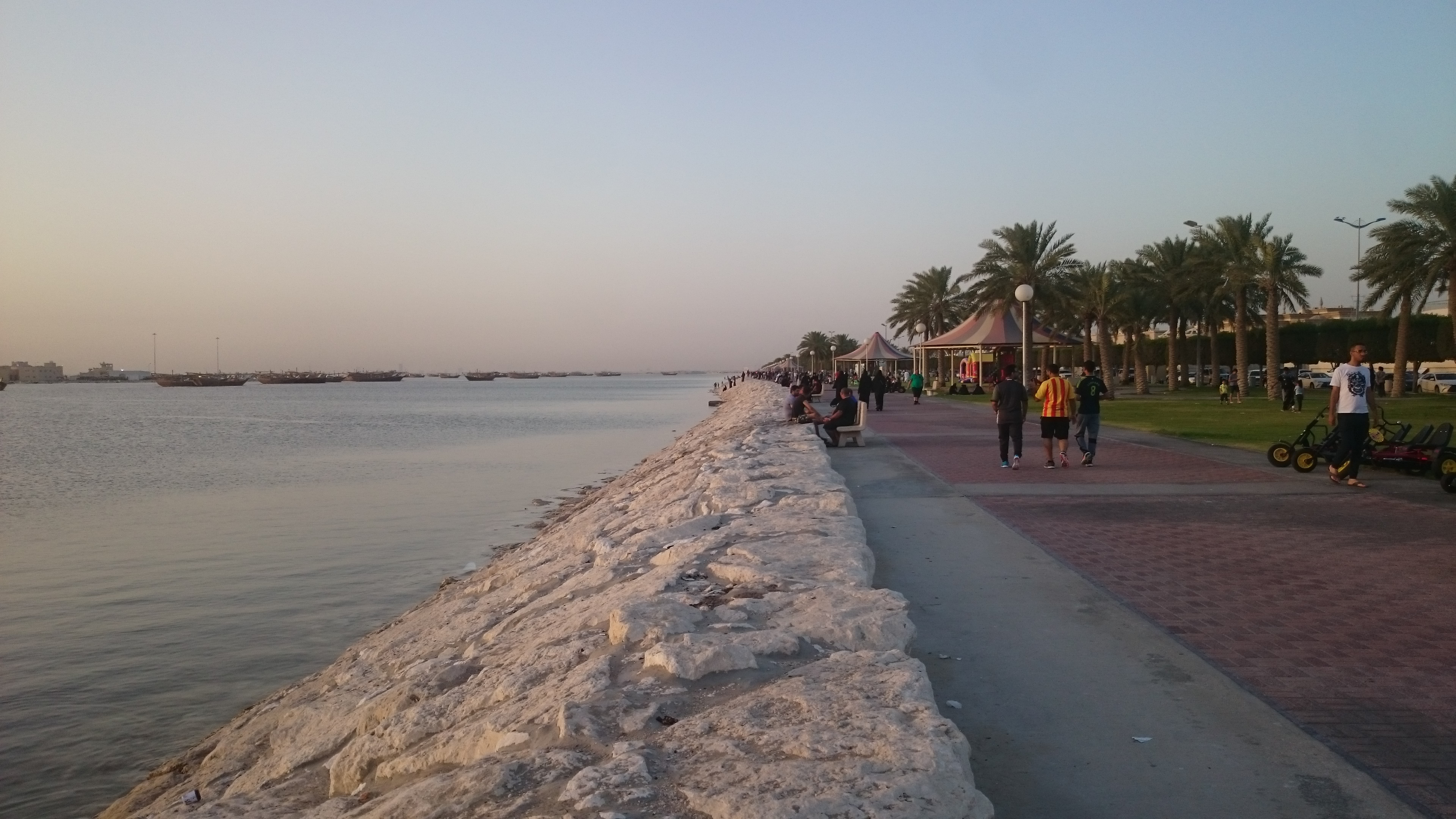
كورنيش القطيف في صيف 2017م.

يقع كورنيش القطيف على الساحل الشرقي من محافظة القطيف في خليج تاروت، غرب الخليج العربي. يمتد كورنيش القطيف على مدى 8 كيلومترات، وتتخلله الجسور الواصلة بين مدينة القطيف وجزيرة تاروت: جسر الأئمة، جسر المشاري-الناصرة، جسر الخامسة-الناصرة. أجزاء الساحل المفصولة من هذه الجسور هي كورنيش الخامسة وكورنيش المجيدية. ويرتبط امتداد كورنيش القطيف مع كورنيش سيهات. تتوزع على كورنيش القطيف وحدات ألعاب الأطفال، ويُعتبر نقطة تجمع شبابية محلية ومنطلق لإقامة فعاليات ومهرجانات عددة. يشترك الكورنيش مع مرفأ جزيرة سوق السمك، لذا فإن مراكب صيد قديمة الطراز (تدعى اللنج أو اللنجة) تكون مقابلةً للواجهة البحرية الخاصة بالكورنيش.

### شاطئ الرملة البيضاء

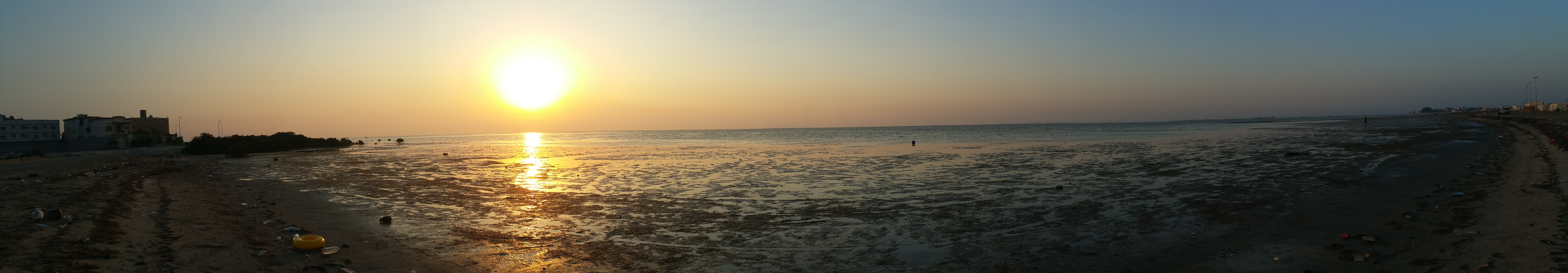
صورة بانورامية لشاطئ الرملة البيضاء في الشروق.

شاطئ الرملة البيضاء أو بحر الربيعية هو ساحل بحري يطل على خليج تاروت، غرب الخليج العربي. يمتد الشاطئ من نهاية بلدة دارين ونهاية شارع الرياض إلى بداية بحر سنابس. يصل طول الشاطئ إلى كيلومتر واحد.

### كورنيش دارين

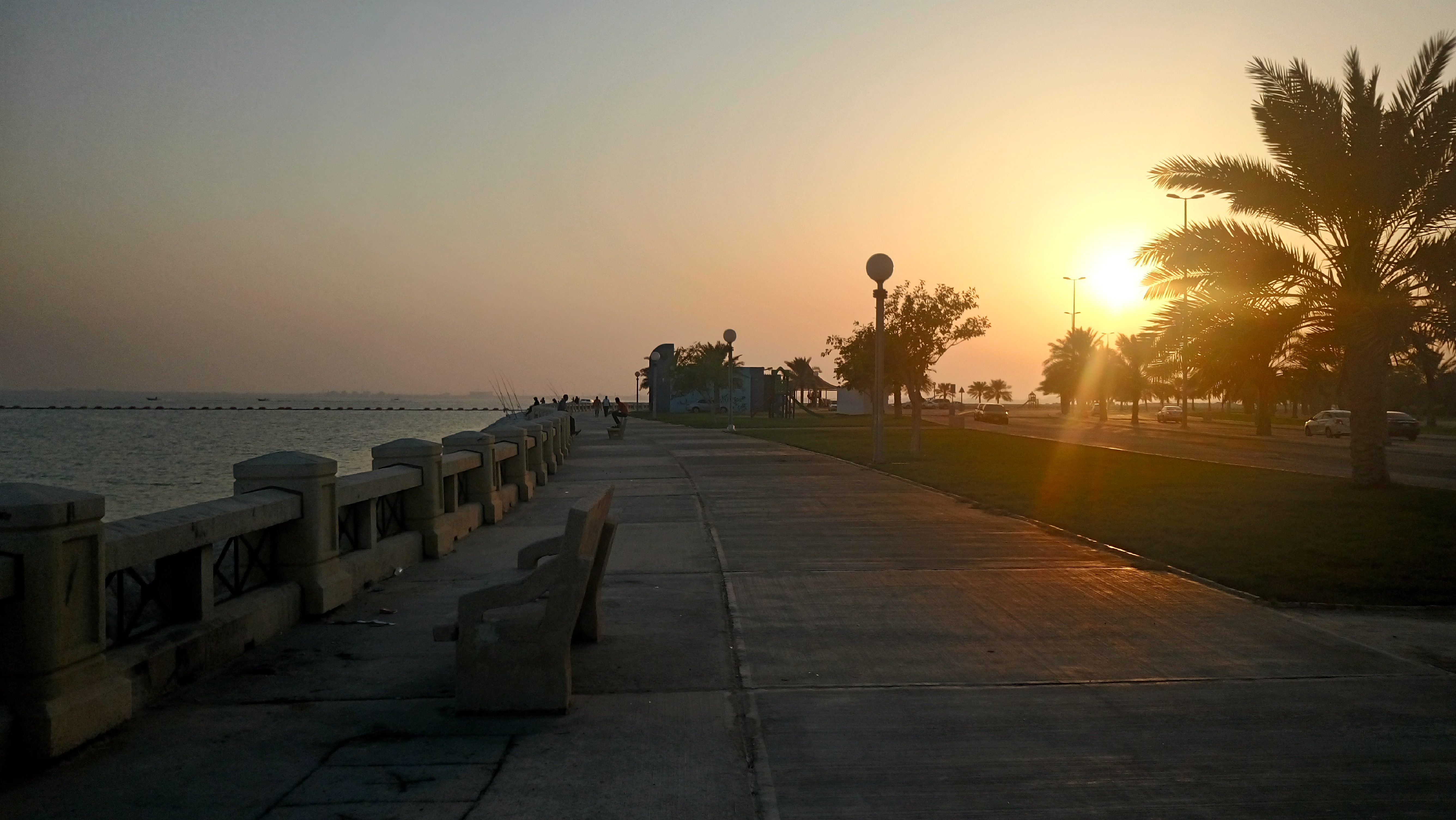
صورة لممشى كورنيش دارين في الغروب.

كورنيش دارين هو ساحل بحري أثري يطل على خليج تاروت، غرب الخليج العربي. يمتد الشاطئ من نهاية الربيعية مروراً بشاطئ الرملة البيضاء وبداية بلدة دارين ونهايةً بالفاصل الرملي الذي ينتهي بكورنيش المحيسنيات. يمتد الكورنيش ليصل إلى قرابة الكيلومترين. يقع شاطئ الرملة البيضاء شرق بلدة دارين مقابل قصر محمد بن عبد الوهاب الفيحاني ومتحف دارين، بمحافظة القطيف. يحدّه من الغرب حي الحالة، ومن الجنوب خليج تاروت، وشمالاً الربيعية ثم سنابس.

## جبال

### جبل القرين
جبل القرين (باللهجة المحلية: جَبلْ لُگرين) هو مرتفع جبلي يقع شمال غرب سيهات، بمحافظة القطيف، من المنطقة الشرقية للمملكة العربية السعودية. يبعد الجبل عن مركز مدينة سيهات حوالي 3 كيلومترات وهو مسور بشبك حديدي.
استخدم جبل القرين في زمن المستكشفين الأوائل كموقع للمسح الأرضي وكذلك وضع في قمته سارية علم من قبل فريق استكشافي قديماً. يغطي جبل القرين أعشاب متفرقة أما قمته الحجرية فتأتي على شكل الحرف (S) منحنية بمقدار 280 قدم من الجنوب الغربي إلى الجنوب الشرقي.
يظهر الجزء الصغري بسمك 15 قدم من ناحية الطرف الجنوبي وينحدر بميلان بمقدار 30 درجة غرباً وهي عبارة عن أجزاء صخرية غير متصلة منحدرة نحو الجنوب الغربي بشكل غير متوازي وتدل الثقوب في الجهات الخارجية من الصخر على مدى التأثر بعوامل التعرية الطبيعية. يوجد على سطح الجبل ما يقارب من 30 حفرة مستطيلة متناثرة. تختلف الحفر من حيث الاتجاه والمقاس ومستوى ميلان السطح المحفورة فيه. المعدل العام لأبعاد هذه الحفر هو ثلاثة أقدام طولاً في عرض لا يتعدى قدمين. وبعض الحفر لا يتعدى عمقها عدة بوصات. ويلاحظ مراعاة استواء قاعدة الحفر وتجنب الميلان بها عندما تحفر على المنحدرات أو المرتفعات وبهذا يتفاوت ارتفاع الحفرة الواحدة.

### جبل القوم
جبل القوم أو جبل قوم أو جبل قم هو مرتفع جبلي يقع غرب العوامية، بمحافظة القطيف، من المنطقة الشرقية للمملكة العربية السعودية. يُعد جبل قوم موقعاً أثرياً مسُجلاً لدى الهيئة العامة للسياحة والآثار في المنطقة الشرقية. يمتاز سطح بلدة العوامية التي يقع فيها جبل القوم باستوائه وانحداره النسبي باتجاه البحر، مع وجود سلسلة من التلال الرملية جهة الغرب. يندرج جبل القوم ضمن الهضاب الصغيرة ذات الصخور الرسوبية المتواجدة في تلك المنطقة مع جبل جبيلات.

### جبل الحريف
جبل الحريف أو جبل الحريث هو مرتفع جبلي يقع في القديح، بمحافظة القطيف، من المنطقة الشرقية للمملكة العربية السعودية. نُسف هذا جبل الحريف بالديناميت عام 1369هـ ليستفاد من صخوره في ردم الطريق بين حاضرة القطيف وجزيرة تاروت. الجبل اتخذ شكل الهضبة المسطحة المرتفعة قليلاً عما حولها، وهي مستطيلة الشكل يبلغ طولها من الشمال إلى الجنوب 110 أمتار تقريباً، وأقصى عرض لها من الشرق إلى الغرب 70 متراً أما ارتفاعها فلم يكن يتجاوز 5 أمتار عما حولها، وقد كُسحت هذه الهضبة في الثمانينيات. بُني على موقعها الحالي مركز فقر الدم المنجلي بالقطيف. ويقع جبل الحريف عند نهاية سبخة العوامية الأصلية. يُرجَّح أن برية الحريف هي ما كان يُعرف قديماً باسم ميدان الزارة الذي ذكره المؤرخون الأوائل في أخبار الثائر العبدي الريان النكري نسبة إلى بني نكرة بن لكيز بن أفصى بن عبد القيس. والذي ذكروا أنه خرج ثائراً على بني أمية عام 79 للهجرة من قريته المعروفة بـ (طاب) من قرى الخطّ، فطرد والي الأمويين من القطيف، ثم احتمى بحصن الزارة؛ إلا أنّ الأمويين سرعان ما أرسلوا له جيشاً بقيادة يزيد بن أبي كبشة، فالتقوا بميدان الزارة، ودارت الدائرة على الريان ومن معه، فقُتلوا، وصُلبت أجسادهم.

## المراكز الثقافية

### مكتبة القطيف العامة

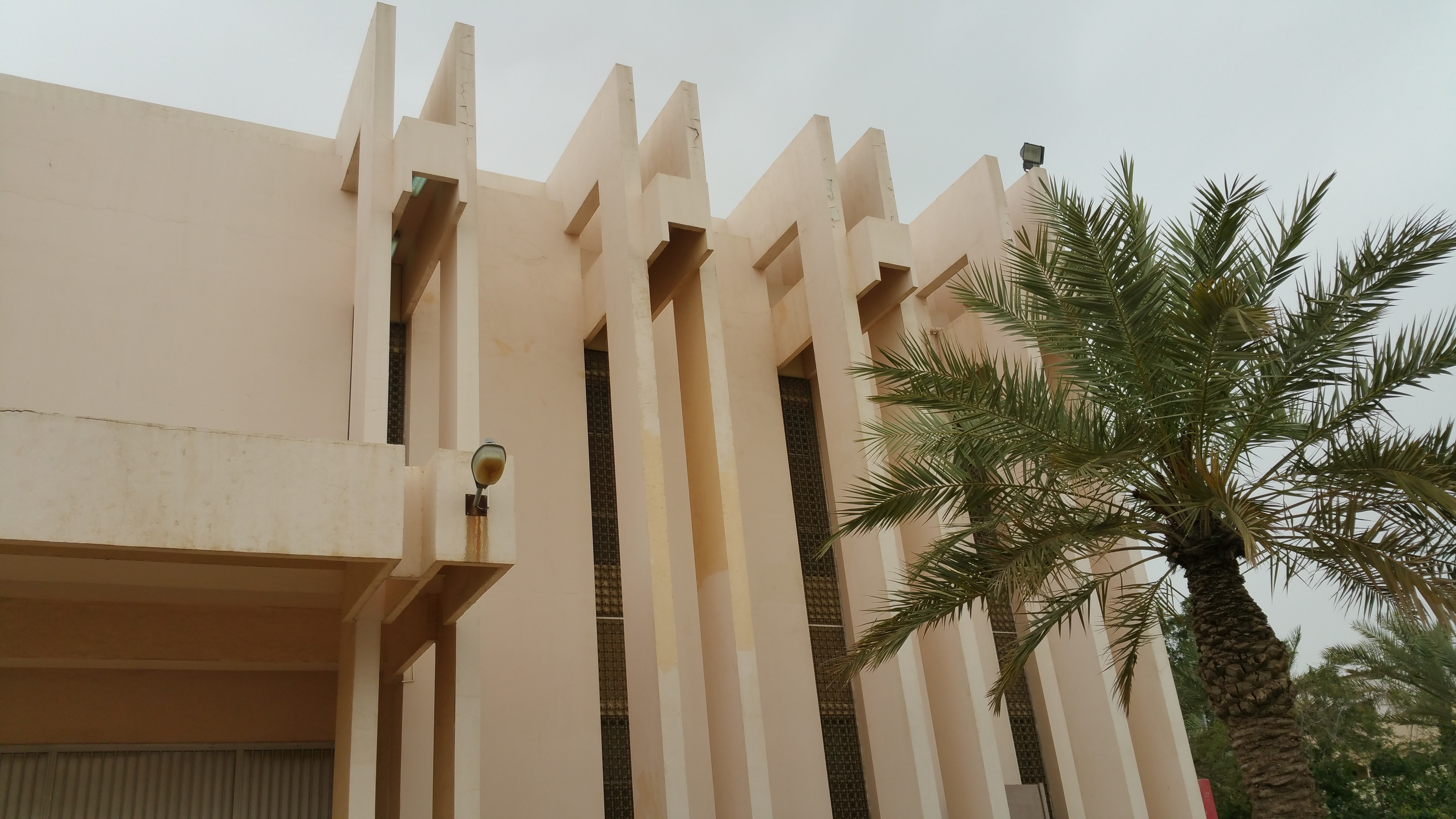
واجهة مكتبة القطيف العامة الأمامية.

المكتبة العامة بالقطيف أو مكتبة القطيف العامة هي مكتبة حكومية عامة تقع في محافظة القطيف بالمنطقة الشرقية من المملكة العربية السعودية، وتتبع إدارياً وكالة الشؤون الثقافية بوزارة الثقافة والإعلام. بدأ إنشاء المكتبة العامة بالقطيف عام 1982م وافتُتِحَت عام 1988م، وتضم منذ ذلك الحين أكثر من 30 ألف وعاءً معلوماتيّاً. تتألف المكتبة من مبنىً رئيس ذي طابقين وحديقة صغيرة محاطة بسور، وتقع المكتبة على مساحة 5,000 متراً مربعّاً تقريباً ويوجد بها مدخلاً رئيساً من الجهة الجنوبية وآخر من الجهة الغربية.

### مركز إبداع الثقافي
مركز إبداع الثقافي أو جماعة مركز إبداع للفنون هو معرض ثقافي فني بمحافظة القطيف في المملكة العربية السعودية، أسسه عبد العظيم الضامن عام 1415م/1995م. يحوي المركز مرسمَ إبداع لتدريب الموهوبين والذي أنشئ عام 1417هـ ويعمل المركز أيضاً على تنظيم معارضاً جماعيةً وشخصيةً تزيد عن 150 معرضاً، وأصدر أكثر من 220 مطبوعة. كما استضاف معارض محلية وعربية متنوعة ومختلفة. ومن أهم المعارض التي نظمها المركز: مهرجان الإبداع لفنانين المنطقة الشرقية في مجمع الواحة ومجمع الحياة بلازا بالدمام، ومعرض إبداع الغد بمجمع الجمعة سنتر بالخبر. أطلق المركز بادرة منتدى إبداع الثقافي، الذي بدأ منذ العام 2007م، والمقام شهرياً، وأطلق المركز جائزة إبداع للشباب عام 2002م، ثم ملتقى تواصل الثقافي، الذي ابتدأ منذ العام 2008م بهدف التواصل مع شعوب العالم فضلاً عن ملتقى المحبة والسلام الذي انطلق في العام 2005م بغية نشر ثقافة المحبة والسلام.

## المراكز والنوادي الرياضية

### استاد الأمير نايف بن عبد العزيز
استاد الأمير نايف بن عبد العزيز الرياضية وهي منشأة رياضية تقع على طريق طريق الظهران-الجبيل القطيف، المنطقة الشرقية، المملكة العربية السعودية. وقد سميت على اسم الأمير نايف بن عبد العزيز آل سعود. ويستخدم كلاً من نادي الخليج ومضر هذا الأستيديوم وهي تبعد 20 كيلومتر تقريباً عن مطار الملك فهد الدولي. وهي تتسع لحوالي 10-12 الف مشجع

## المتاحف

### متحف القطيف الحضاري
متحف القطيف الحضاري هو متحف شخصي غير حكومي أنشأه صاحبه حسين السيد علي العوامي عام 1998م بالقطيف، السعودية ويعتبر الأفضل على مستوى المتاحف الشخصية بالمملكة لما يضمه من مقتنيات نادرة، يقع المتحف داخل أحد البيوت الأثرية القديمة ويتكون من غرفتين إلا أنه تعرض عام 2005م لانهيار بعض غرف المنزل الذي كان يحتضن تلك المقتنيات، مما اضطر صاحبه لنقل مقتنياته إلى عدة أماكن مختلفة آمنة بعد تعرضه لخسائر كبيرة بالإضافة إلى تلف الكثير من القطع والمقتنيات الأثرية آملاً أن تصدر الهيئة العامة للسياحة والتراث الوطني بطاقات خاصة بأصحاب المتاحف الشخصية وتمنحهم مخصصاً سنوياً يساعدهم في شراء ما يرغبون فيه من القطع الأثرية التي كلفتهم الكثير من أموالهم الخاصة، الدخول للمتحف مجاني وللجميع وترتبط المعروضات في المتحف بالفترة الفينيقية والرومانية مروراً بالفترة العباسية وأبرز ما يضمه المعرض الآن هو تمثال مصغر للملكة الفينيقية عشتاروت الذي عثر عليه في جزيرة تاروت كما يضم أطول مصحف في العالم إذ يبلغ طوله 8.5 متر وكتب عام 1879م بخط سعد الدين نيسابوري.

### متحف دارين
متحف دارين أو متحف البنعلي هو متحف أثري مستقل مدعوم من قبل وزارة السياحة، يقع في جنوب شرق بلدة دارين، بمحافظة القطيف، من المنطقة الشرقية للمملكة العربية السعودية. متحف دارين هو المتحف الوحيد في القطيف بعد توقف متحف القطيف الحضاري. في عام 1420هـ، قرر صاحب المتحف فتحي البنعلي البحث عن موقع تراثي يضم مقتنياته التي جمعها كهاوٍ للتحف الأثرية. وقع اختياره على بيت كان لأحد النواخذة البحارة المحليون ببلدة دارين. حينئذٍ، كان البيت مرخصاً للهدم حينها إلا أن فتحي البنعلي" اشترى البيت وعمد لامتلاكه بسبب مشابهته لبيت النوخذة راشد بن فاضل البنعلي، على حد تعبيره. وراشد البنعلي هو أحد تجار ونواخذة جزيرة دارين البارزين ومؤلف الكتاب المرشد «مجاري الهداية - النايلة البحرية». عمل فتحي البنعلي على ترميم البيت وإنقاذه من السقوط وتهالك جدرانه. فيما سعى لترخيصه من قبل وزارة السياحة لمدة تقرب 10 سنوات.

## أخرى

### سيتي مول القطيف
سيتي مول القطيف أو القطيف سيتي مول أو مجمع القطيف المركزي هو مركز تسوق كبير يقع أقصى غرب جزيرة تاروت، بمحافظة القطيف، من المنطقة الشرقية للمملكة العربية السعودية. يقع سيتي مول القطيف على امتداد شارع الرياض، الذي يُمثِّل أحد الطرق الرئيسة في محافظة القطيف. يطل سيتي مول القطيف على الواجهة البحرية المقابلة لجزيرة تاروت ويُجاوره مخطط الشاطئ السكني. يُمكن الوصول إلى المركز التجاري عبر الجسر البحري الممتد إلى جزيرة تاروت.